# Diego Jara Rodrigues
Diego Jara Rodrigues, meglio noto come Diego (Corumbá, 21 settembre 1995), è un calciatore brasiliano, difensore del Kashiwa Reysol.

## Palmarès

### Club

#### Competizioni nazionali
- J2 League: 1

Tokushima Vortis: 2020